# Вінк (Техас)
Вінк (англ. Wink) — місто (англ. city) в США, в окрузі Вінклер штату Техас. Населення — 915 осіб (2020).

## Географія
Вінк розташований за координатами 31°45′16″ пн. ш. 103°9′15″ зх. д. / 31.75444° пн. ш. 103.15417° зх. д. (31.754497, -103.154117).  За даними Бюро перепису населення США в 2010 році місто мало площу 3,02 км², уся площа — суходіл.

## Демографія
Згідно з переписом 2010 року, у місті мешкало 940 осіб у 355 домогосподарствах у складі 266 родин. Густота населення становила 311 осіб/км².  Було 405 помешкань (134/км²).
Расовий склад населення:
| - 85,2 % — білих - 0,7 % — чорних або афроамериканців - 0,6 % — корінних американців - 9,9 % — осіб інших рас |

До двох чи більше рас належало 3,5 %. Частка іспаномовних становила 27,0 % від усіх жителів.
За віковим діапазоном населення розподілялося таким чином: 30,1 % — особи молодші 18 років, 61,5 % — особи у віці 18—64 років, 8,4 % — особи у віці 65 років та старші. Медіана віку мешканця становила 36,7 року. На 100 осіб жіночої статі у місті припадало 91,8 чоловіків;  на 100 жінок у віці від 18 років та старших — 95,0 чоловіків також старших 18 років.
Середній дохід на одне домашнє господарство  становив 80 440 доларів США (медіана — 68 882), а середній дохід на одну сім'ю — 87 533 долари (медіана — 75 625). За межею бідності перебувало 14,6 % осіб, у тому числі 26,4 % дітей у віці до 18 років та 16,7 % осіб у віці 65 років та старших.
Цивільне працевлаштоване населення становило 492 особи. Основні галузі зайнятості: освіта, охорона здоров'я та соціальна допомога — 26,4 %, сільське господарство, лісництво, риболовля — 20,9 %, роздрібна торгівля — 11,4 %, транспорт — 10,0 %.